# Pšanik
Pšanik (cyr. Пшаник) – wieś w Serbii, w okręgu morawickim, w gminie Lučani. W 2011 roku liczyła 179 mieszkańców.